# Phyllonorycter delitella
Phyllonorycter delitella är en fjärilsart som först beskrevs av Philogène Auguste Joseph Duponchel 1843.  Phyllonorycter delitella ingår i släktet guldmalar, och familjen styltmalar.
Artens utbredningsområde är:
- Österrike.
- Bulgarien.
- Tjeckien.
- Slovakien.
- Frankrike.
- Grekland.
- Ungern.
- Italien.
- Rumänien.
- Spanien.
- Schweiz.
- Kroatien.

Inga underarter finns listade i Catalogue of Life.